# Rua Augusta (canção de Hervé Cordovil)

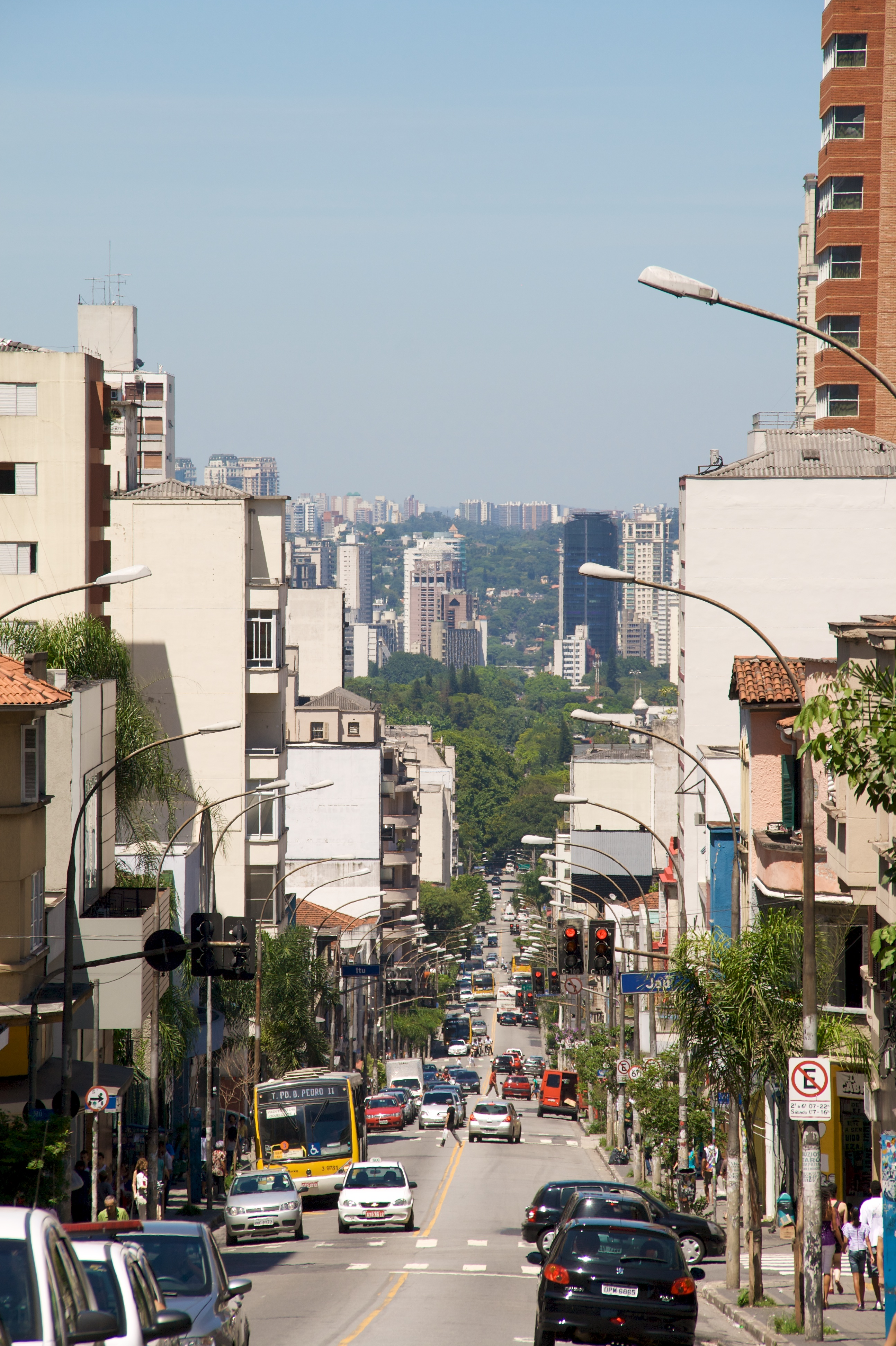
A ladeira da Rua Augusta em 2010.

Rua Augusta é uma canção composta pelo maestro Hervé Cordovil e originalmente gravada pelo cantor Ronnie Cord, sendo seu maior sucesso. Foi lançada pela gravadora RCA Victor em 1964 num compacto de duas faixas e que posteriormente, no mesmo ano, foram incluídas no LP Rua Augusta. 
Rua Augusta foi a primeira canção do rock brasileiro a ter problemas com a censura. Sua terceira estrofe, - "Comigo não tem mais esse negócio de farda/ não paro o meu carro nem se for na esquina/ tirei a 130 a maior fina do guarda..." - foi cortada pela censura, tendo que ser substituída.
Sua letra captura o espírito da juventude roqueira do começo dos anos 60, que tinham suas motos e carros embalados na velocidade das mudanças de costumes trazidos com o rock e o movimento da jovem guarda, na mesma época em que a Rua Augusta, da cidade de São Paulo era o local mais descolado do Brasil.
Mais tarde, a canção também seria regravada pelos Mutantes (no álbum Mutantes e Seus Cometas no País do Baurets) e por Raul Seixas, que deixou uma das versões mais conhecidas do grande público.
Em 2009, Rua Augusta foi eleita uma das 100 Maiores Músicas Brasileiras pela Rolling Stone Brasil, figurando na 99a posição.

## Citações
É possível perceber citações à letra da canção Rua Augusta em várias outras músicas, como "A Zero por Hora" (Vitor Ramil), "As Meninas dos Jardins" (composta por Zeca Baleiro e gravada no seu álbum Pet Shop Mundo Cão, de 2002) e "Made in Brazil" (Lulu Santos).